# Clasificación europea para la Copa Mundial de Rugby de 2021
El Torneo Clasificatorio europeo fue un torneo de rugby femenino que se disputó entre el 13 y 25 de septiembre de 2021 y entregó un cupo directo a la Copa Mundial de Rugby de 2021 además de un cupo para el repechaje mundial.
Se enfrentaron tres equipos pertenecientes al Seis Naciones Femenino junto a la Selección de España.
Inicialmente el torneo estaba planificado para disputarse entre el 5 y 19 de diciembre de 2020, pero complicaciones derivadas de la pandemia de COVID-19 provocaron que se pospusiera.

## Equipos participantes
- Selección femenina de rugby de Escocia
- Selección femenina de rugby de España
- Selección femenina de rugby de Irlanda
- Selección femenina de rugby de Italia

## Modo de disputa
El torneo se disputará en un formato de todos contra todos a una sola ronda, el equipo que al final de la competencia clasificará directamente a la Copa Mundial de Rugby de 2021, mientras que el segundo puesto clasificará al repechaje mundial.

## Tabla de posiciones
- Clasificación:[3]

| Pos. | Equipo  | Encuentros | Encuentros | Encuentros | Encuentros | Tantos | Tantos | Tantos | PB | PB | Puntos |
| Pos. | Equipo  | PJ         | PG         | PE         | PP         | F      | C      | Dif    | BO | BD | Puntos |
| ---- | ------- | ---------- | ---------- | ---------- | ---------- | ------ | ------ | ------ | -- | -- | ------ |
| 1.º  | Italia  | 3          | 2          | 0          | 1          | 79     | 38     | +41    | 2  | 0  | 10     |
| 2.º  | Escocia | 3          | 2          | 0          | 1          | 60     | 78     | -18    | 0  | 1  | 9      |
| 3.º  | Irlanda | 3          | 1          | 0          | 2          | 40     | 35     | +5     | 0  | 2  | 6      |
| 4.º  | España  | 3          | 1          | 0          | 2          | 40     | 68     | -28    | 0  | 1  | 5      |

Nota: Se otorgan 4 puntos al equipo que gane un partido, 2 al que empate y 0 al que pierda
Puntos Bonus: 1 punto por convertir 4 tries o más en un partido y 1 al equipo que pierda por no más de 7 tantos de diferencia
|  | Clasificado a la RWC 2021.        |
|  | Clasificado al repechaje mundial. |

#### Primera fecha
| 13 de septiembre de 2021 | Escocia | 13 - 38 | Italia | Stadio Sergio Lanfranchi, Parma |  |
|                          |         | Reporte |        |                                 |  |

| 13 de septiembre de 2021 | España | 8 - 7   | Irlanda | Stadio Sergio Lanfranchi, Parma |  |
|                          |        | Reporte |         |                                 |  |

#### Segunda fecha
| 19 de septiembre de 2021 | Irlanda | 15 - 7  | Italia | Stadio Sergio Lanfranchi, Parma |  |
|                          |         | Reporte |        |                                 |  |

| 19 de septiembre de 2021 | España | 22 - 27 | Escocia | Stadio Sergio Lanfranchi, Parma |  |
|                          |        | Reporte |         |                                 |  |

#### Tercera fecha
| 25 de septiembre de 2021 | Italia | 34 - 10 | España | Stadio Sergio Lanfranchi, Parma |  |
|                          |        | Reporte |        |                                 |  |

| 25 de septiembre de 2021 | Escocia | 20 - 18 | Irlanda | Stadio Sergio Lanfranchi, Parma |  |
|                          |         | Reporte |         |                                 |  |

### Clasificación
| Bandera de Italia          |
| Campeón Italia             |
| Clasificadas a la RWC 2021 |

| Bandera de Escocia                 |
| Subcampeón Escocia                 |
| Clasificadas al Repechaje RWC 2021 |